# Clugnat
Clugnat est une commune française située dans le département de la Creuse en région Nouvelle-Aquitaine.
Elle compte 653 habitants (en 2020), appelés les Clugnatois et les Clugnatoises.

## Géographie

### Généralités
Clugnat fait partie du département de la Creuse (23) situé dans l'ancienne communauté de communes du Pays de Boussac, à 7 km de Châtelus-Malvaleix, à 28 km de Guéret et 11 km de Boussac. C'est une petite bourgade située à la confluence de deux cours d'eau, le Verraux et la Petite Creuse.
La commune de Clugnat se compose principalement de son bourg mais aussi de nombreux hameaux.
Les altitudes minimum et maximum de Clugnat sont respectivement de 287 m et 537 m. La mairie est située à 340 mètres environ.
La superficie de Clugnat est de 42,42 km2, soit 4 242 hectares.

### Communes limitrophes
Clugnat est limitrophe de dix autres communes. Au sud, son territoire est limitrophe sur 250 mètres de celui de Parsac-Rimondeix.
| Saint-Dizier-les-Domaines | Bétête   | Malleret-Boussac                             |
| Jalesches                 | Clugnat  | Toulx-Sainte-Croix, Saint-Silvain-sous-Toulx |
| Ladapeyre                 | Blaudeix | Domeyrot, Parsac-Rimondeix                   |

### Climat
Pour des articles plus généraux, voir Climat de la Nouvelle-Aquitaine et Climat de la Creuse.
Historiquement, la commune est exposée à un climat montagnard.  
En 2020, Météo-France publie une typologie des climats de la France métropolitaine dans laquelle la commune est exposée à un climat de montagne et est dans la région climatique  Ouest et nord-ouest du Massif Central, caractérisée par une pluviométrie annuelle de 900 à 1 500 mm, maximale en automne et en hiver.
Pour la période 1971-2000, la température annuelle moyenne est de 10,8 °C, avec  une amplitude thermique annuelle de 15,2 °C. Le cumul annuel moyen de précipitations est de 900 mm, avec 11,9 jours de précipitations en janvier et 7,8 jours en juillet. Pour la période 1991-2020, la température moyenne annuelle observée sur la station météorologique la plus proche, située sur la commune de Boussac à 9 km à vol d'oiseau, est de 11,0 °C et le cumul annuel moyen de précipitations est de 896,4 mm,. Pour l'avenir, les paramètres climatiques de la commune estimés pour 2050 selon différents scénarios d’émission de gaz à effet de serre sont consultables sur un site dédié publié par Météo-France en novembre 2022.

### Milieux naturels et biodiversité
La protection réglementaire est le mode d'intervention le plus fort pour préserver des espaces naturels remarquables et leur biodiversité associée,.
L'inventaire des zones naturelles d'intérêt écologique, faunistique et floristique (ZNIEFF) a pour objectif de réaliser une couverture des zones les plus intéressantes sur le plan écologique, essentiellement dans la perspective d'améliorer la connaissance du patrimoine naturel national et de fournir aux différents décideurs un outil d'aide à la prise en compte de l'environnement dans l'aménagement du territoire.
Une ZNIEFF est recensée sur la commune d'après l'INPN.
Dans leur traversée du territoire communal, l'intégralité des vallées du Verraux et de son affluent le rio Buzet (et non Bazet) font partie de la zone naturelle d'intérêt écologique, faunistique et floristique (ZNIEFF) de type 2 « vallée du Verraux et ruisseaux affluents (Fragne, Clavérolles, rio Buzet) », ; elle s'étend sur environ 3,8 km2 du territoire communal, soit environ 36 % de la superficie totale de la ZNIEFF.
Ce site est remarquable par la présence de douze espèces déterminantes d'animaux (un insecte, un mammifère, sept oiseaux et trois poissons) et quatre de plantes phanérogames.

## Urbanisme

### Typologie
Au 1er janvier 2024, Clugnat est catégorisée commune rurale à habitat très dispersé, selon la nouvelle grille communale de densité à 7 niveaux définie par l'Insee en 2022.
Elle est située hors unité urbaine et hors attraction des villes,.

### Occupation des sols
L'occupation des sols de la commune, telle qu'elle ressort de la base de données européenne d’occupation biophysique des sols Corine Land Cover (CLC), est marquée par l'importance des territoires agricoles (73 % en 2018), une proportion sensiblement équivalente à celle de 1990 (73,3 %). La répartition détaillée en 2018 est la suivante : 
prairies (39,8 %), zones agricoles hétérogènes (29,2 %), forêts (26,1 %), terres arables (4 %), zones urbanisées (0,9 %). L'évolution de l’occupation des sols de la commune et de ses infrastructures peut être observée sur les différentes représentations cartographiques du territoire : la carte de Cassini (XVIIIe siècle), la carte d'état-major (1820-1866) et les cartes ou photos aériennes de l'IGN pour la période actuelle (1950 à aujourd'hui).

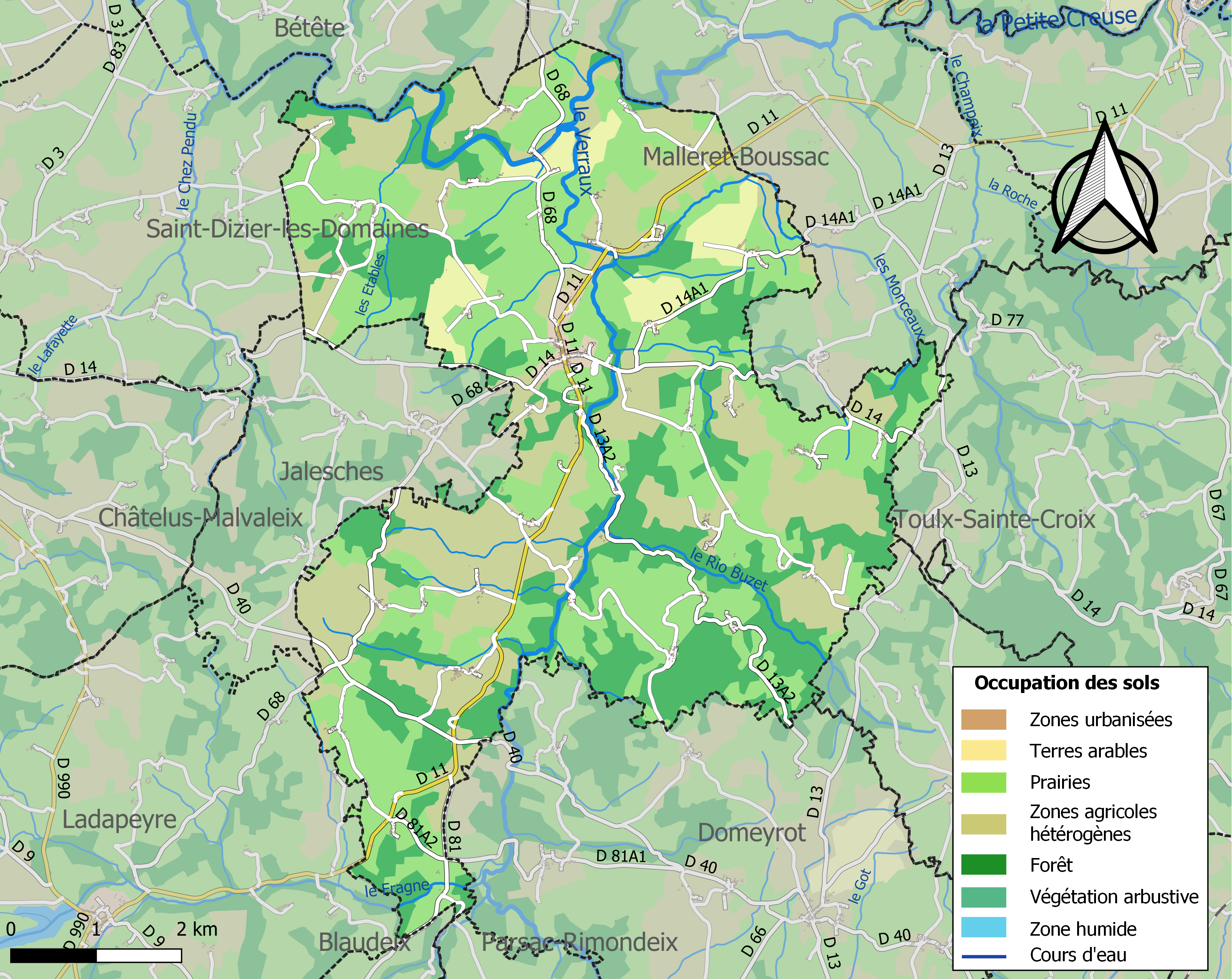
Carte des infrastructures et de l'occupation des sols de la commune en 2018 (CLC).

### Risques majeurs
Le territoire de la commune de Clugnat est vulnérable à différents aléas naturels : météorologiques (tempête, orage, neige, grand froid, canicule ou sécheresse), inondations et séisme (sismicité faible). Il est également exposé à un risque particulier : le risque de radon. Un site publié par le BRGM permet d'évaluer simplement et rapidement les risques d'un bien localisé soit par son adresse soit par le numéro de sa parcelle.

#### Risques naturels
Certaines parties du territoire communal sont susceptibles d’être affectées par le risque d’inondation par débordement de cours d'eau, notamment la Petite Creuse et le Verraux. La commune a été reconnue en état de catastrophe naturelle au titre des dommages causés par les inondations et coulées de boue survenues en 1982 et 1999,.

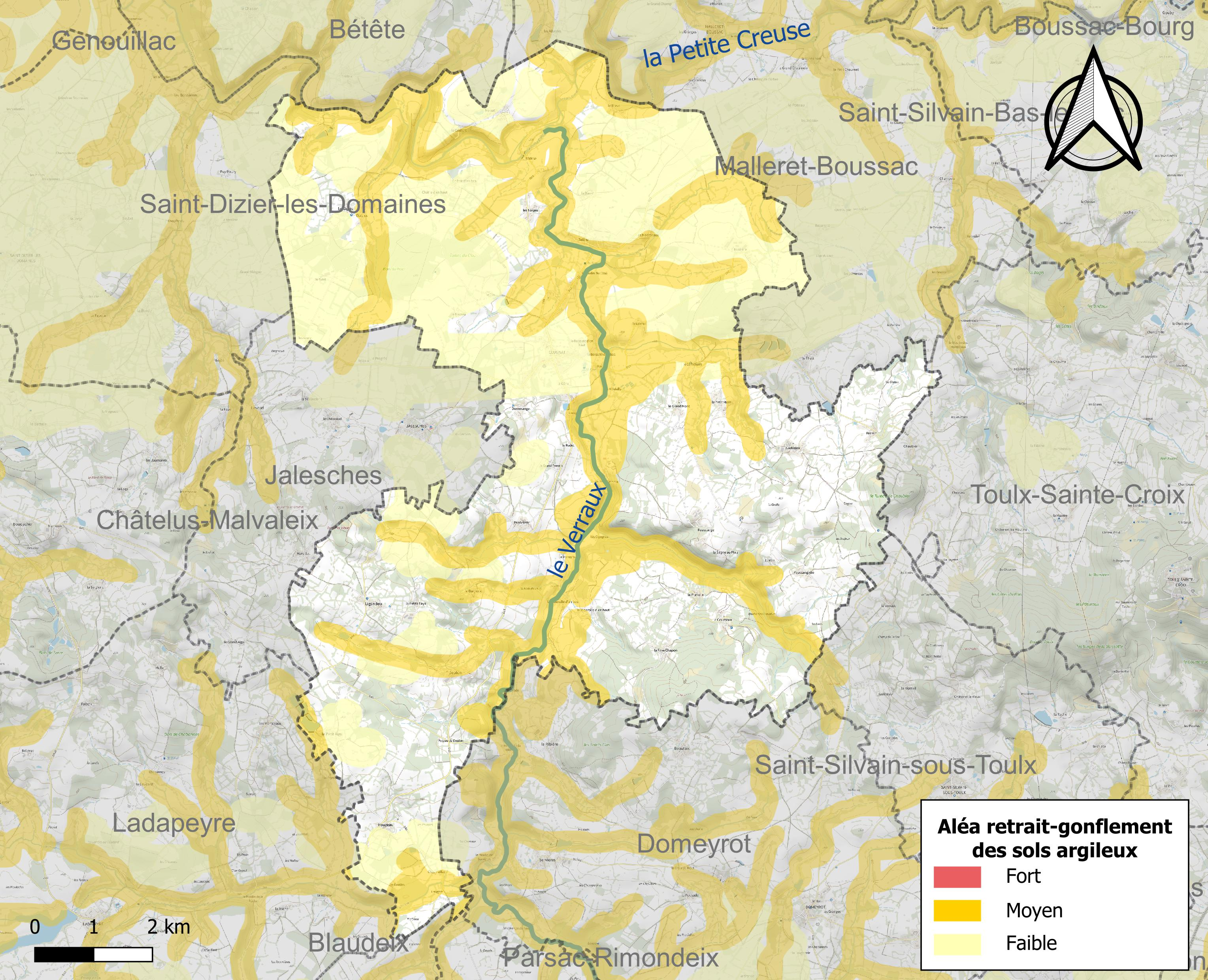
Carte des zones d'aléa retrait-gonflement des sols argileux de Clugnat.

Le retrait-gonflement des sols argileux est susceptible d'engendrer des dommages importants aux bâtiments en cas d’alternance de périodes de sécheresse et de pluie. 31,3 % de la superficie communale est en aléa moyen ou fort (33,6 % au niveau départemental et 48,5 % au niveau national). Sur les 581 bâtiments dénombrés sur la commune en 2019,  146 sont en aléa moyen ou fort, soit 25 %, à comparer aux 25 % au niveau départemental et 54 % au niveau national. Une cartographie de l'exposition du territoire national au retrait gonflement des sols argileux est disponible sur le site du BRGM,.
Par ailleurs, afin de mieux appréhender le risque d’affaissement de terrain, l'inventaire national des cavités souterraines permet de localiser celles situées sur la commune.
Concernant les mouvements de terrains, la commune a été reconnue en état de catastrophe naturelle au titre des dommages causés par des mouvements de terrain en 1999.

#### Risque particulier
Dans plusieurs parties du territoire national, le radon, accumulé dans certains logements ou autres locaux, peut constituer une source significative d’exposition de la population aux rayonnements ionisants. Certaines communes du département sont concernées par le risque radon à un niveau plus ou moins élevé. Selon la classification de 2018, la commune de Clugnat est classée en zone 3, à savoir zone à potentiel radon significatif.

## Étymologie
Le nom a évolué de Cluniaco, en 1158, à Clunac vers l'an 1300. On trouve ensuite Clunhac, en 1436 ; Clunacum ou Clugnacum, en 1522 ; puis Cluniac, Clugnac ou Cluniaco  (surement suivant si la personne parlais marchois, langue d'oc ou langue d'oil) ; le 28 octobre 1728 la graphie officielle devient Clugnac  ; enfin en 1814 : Clugnat .

## Histoire

### Préhistoire
Aucun vestige préhistorique n’est signalé sur la commune avant les investigations de Michel Gallemard († mai 2020, fondateur du musée archéologique de Clugnat et de l'association « Clugnat… A la recherche du passé ») et de ses collègues prospecteurs, commencées au tournant des années 2000. Depuis le début des recherches, une quinzaine de sites ont été mis au jour sur les plateaux situés de part et d’autre de la Petite Creuse.
Les Tailles du Clou
Le site de plein air des Tailles du Clou, à quelque 1 km au nord-ouest du bourg, s'étend sur environ 1 ha. Il a été découvert en 2003 par Gallemard. Il inclut une succession d'occupations depuis le Paléolithique moyen jusqu'au Néolithique final. Pasty, Gallemard & Alix (2013) en ont étudié en particulier l'industrie gravettienne, qu'ils rattachent au Gravettien supérieur par défaut d'outils marqueurs du Gravettien ancien (pas de pointes de la Font-Robert et fléchettes) et du Gravettien moyen (pas de burins de Noailles et du Raysse).
Découvertes romaines
Début 1862, un laboureur à découvert un sépultre de pierre de forme conique, et une urne cinéraire de verre. Parmi les cendres et les os calcinés, elle contenait une petite figurine de Vénus Anadyomène, d'argile blanche.

### Moyen-Âge
Clugnat faisait partie du comté de la Marche. Ce territoire fut détaché au Xe siècle de la province du Limousin pour lutter contre les Normands. Il fut ensuite morcelé en fiefs aux frontières mouvantes : Haute Marche (autour de Guéret), Vicomté de Bridiers (La Souterraine), Basse Marche (autour du Dorat) . 
Au XIIe siècle des terres de Clugnat appartenait à l'Abbaye de Prébenoit (moines cicterciens).  
Pour le reste, Clugnat faisait partie des terres du domaine du château de Crozant.  
Au XVIe siècle, on peut lire (dans la description du Berry et diocèse) Paroisse de Cluignact (encore une autre écriture) en laquelle sont sept lieux nobles de Chastellaz, Baptisses, du Cloz, Estables, La Veyrie, La Boissacte, et la Villatelle. (audict Cluignat y a un Prieuré valant 300 livres)  
Le département de la Creuse est créé par la Révolution française le 4 mars 1790, en application de la loi des 22 décembre 1789 suivant le décret de la division de la France en départements, essentiellement à partir de l'ancienne province comté de la Marche.

### Culture et tradition
Sur la commune est encore parlé un parler du dialecte marchois. Ce dernier est un parler du Croissant, zone linguistique où l'occitan se mélange à la langue d'oïl.

## Politique et administration
| Période                                  | Période      | Identité                 | Étiquette | Qualité                         |
| ---------------------------------------- | ------------ | ------------------------ | --------- | ------------------------------- |
| 1792                                     | 1793         | Jean Desmaisons          |           |                                 |
| 1793                                     | 1807         | Michel De Larigauderie   |           |                                 |
| 1808                                     | 1816         | Jean-Baptiste Decourteix |           |                                 |
| 1816                                     | 1825         | Antoine Cousset          |           |                                 |
| Novembre 1825                            | Janvier 1834 | Jean-Baptiste Decourteix |           |                                 |
| Janvier 1834                             | 1840         | Pierre Montagne          |           |                                 |
| 1840                                     | 1848         | Joseph Delaneau          |           |                                 |
| 1848                                     | 1852         | Pierre Montagne          |           |                                 |
| 1852                                     | 1878         | Pierre-Paul Devilber     |           |                                 |
| 1878                                     | 1882         | Ernest Peyrot            |           |                                 |
| avril 1884 ? ou 1882                     | mai 1908     | Annet Gallemard          |           |                                 |
| mai 1908                                 | mai 1925     | Antoine Jannet           |           |                                 |
| mai 1925                                 | mai 1929     | Jean Turquet             |           | Médecin                         |
| mai 1929                                 | mai 1935     | Jean Pinet               |           |                                 |
| mai 1935                                 | février 1944 | Albert Auberger          |           |                                 |
| février 1944                             | 1983         | Marc Jannet              |           |                                 |
| 1983                                     | Juin 1995    | Marcelle Faure           |           |                                 |
| Juin 1995                                | Mars 2001    | Michel Boissit           | PCF       |                                 |
| Mars 2001                                | Mai 2014     | Guy Tallot               |           | Eveleur de bovins               |
| Mai 2014                                 | en cours     | Yves Thomazon            |           | Commercial en nutrition animale |
| Les données manquantes sont à compléter. |              |                          |           |                                 |

## Population et société

### Démographie
L'évolution du nombre d'habitants est connue à travers les recensements de la population effectués dans la commune depuis 1793. Pour les communes de moins de 10 000 habitants, une enquête de recensement portant sur toute la population est réalisée tous les cinq ans, les populations de référence des années intermédiaires étant quant à elles estimées par interpolation ou extrapolation. Pour la commune, le premier recensement exhaustif entrant dans le cadre du nouveau dispositif a été réalisé en 2005.

En 2022, la commune comptait 653 habitants, en évolution de +0,77 % par rapport à 2016 (Creuse : −3,32 %, France hors Mayotte : +2,11 %).
| 1793  | 1800  | 1806  | 1821  | 1831  | 1836  | 1841  | 1846  | 1851  |
| ----- | ----- | ----- | ----- | ----- | ----- | ----- | ----- | ----- |
| 1 989 | 1 725 | 1 743 | 1 861 | 1 996 | 2 123 | 2 145 | 2 304 | 2 287 |

| 1856  | 1861  | 1866  | 1872  | 1876  | 1881  | 1886  | 1891  | 1896  |
| ----- | ----- | ----- | ----- | ----- | ----- | ----- | ----- | ----- |
| 2 250 | 2 220 | 2 068 | 2 157 | 2 191 | 2 200 | 2 208 | 2 144 | 2 109 |

| 1901  | 1906  | 1911  | 1921  | 1926  | 1931  | 1936  | 1946  | 1954  |
| ----- | ----- | ----- | ----- | ----- | ----- | ----- | ----- | ----- |
| 2 029 | 2 090 | 2 028 | 1 565 | 1 461 | 1 406 | 1 308 | 1 139 | 1 027 |

| 1962  | 1968 | 1975 | 1982 | 1990 | 1999 | 2005 | 2006 | 2010 |
| ----- | ---- | ---- | ---- | ---- | ---- | ---- | ---- | ---- |
| 1 004 | 916  | 836  | 809  | 752  | 687  | 654  | 647  | 709  |

| 2015 | 2020 | 2022 | - | - | - | - | - | - |
| ---- | ---- | ---- | - | - | - | - | - | - |
| 645  | 653  | 653  | - | - | - | - | - | - |

### Activités et divertissements
- Des sentiers VTT ont été aménagés et fléchés.
- L'association Lo Ch'mi propose des randonnées pédestres, 2 circuits de 7 et 12,5 km Rando-fiches mairie Clugnat.
- Étang communal, les rivières Le Verraux et La Petite Creuse
- Le marché a lieu les premiers samedis du mois (matin).

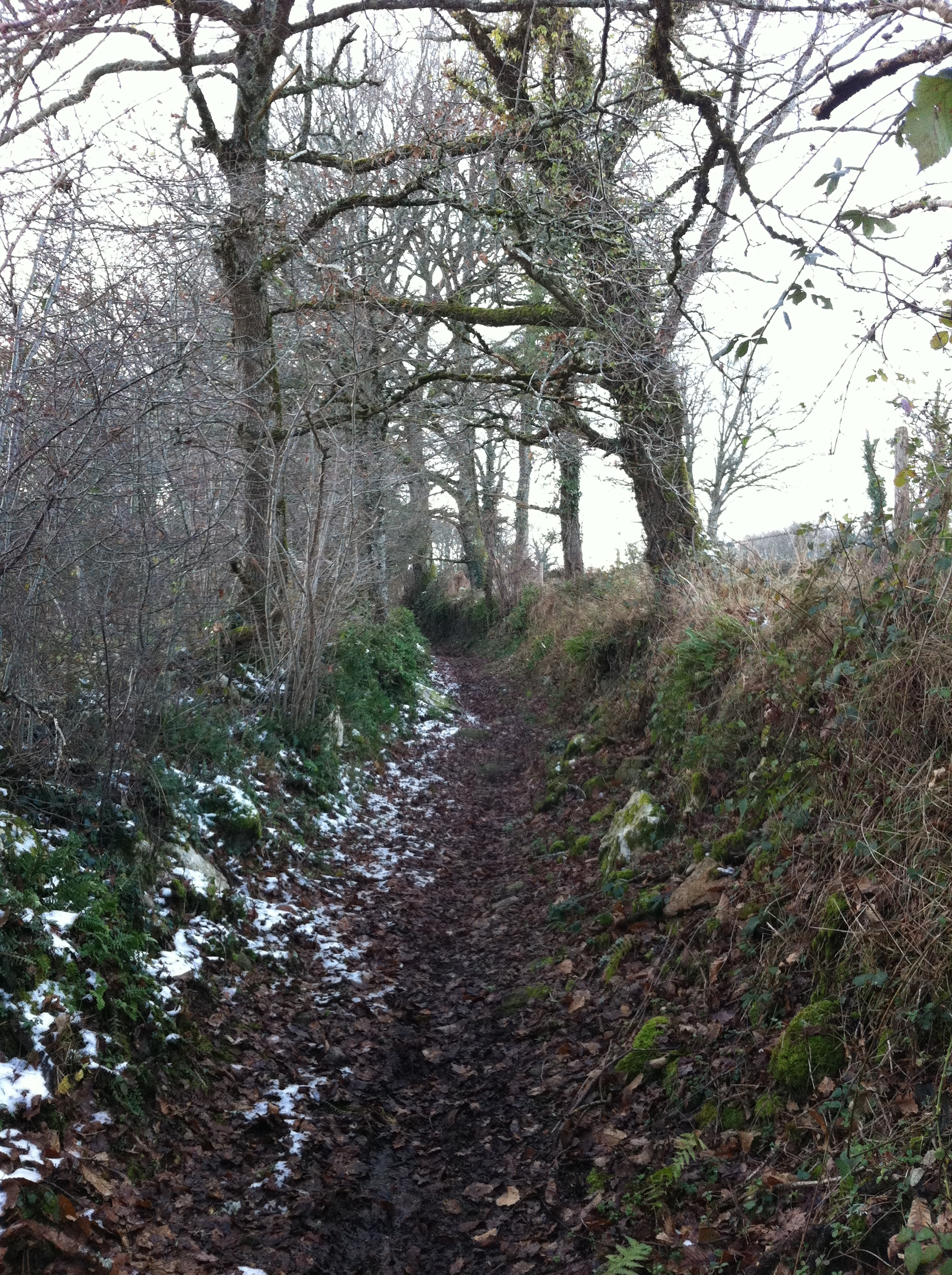
Sentier pédestre/VTT.
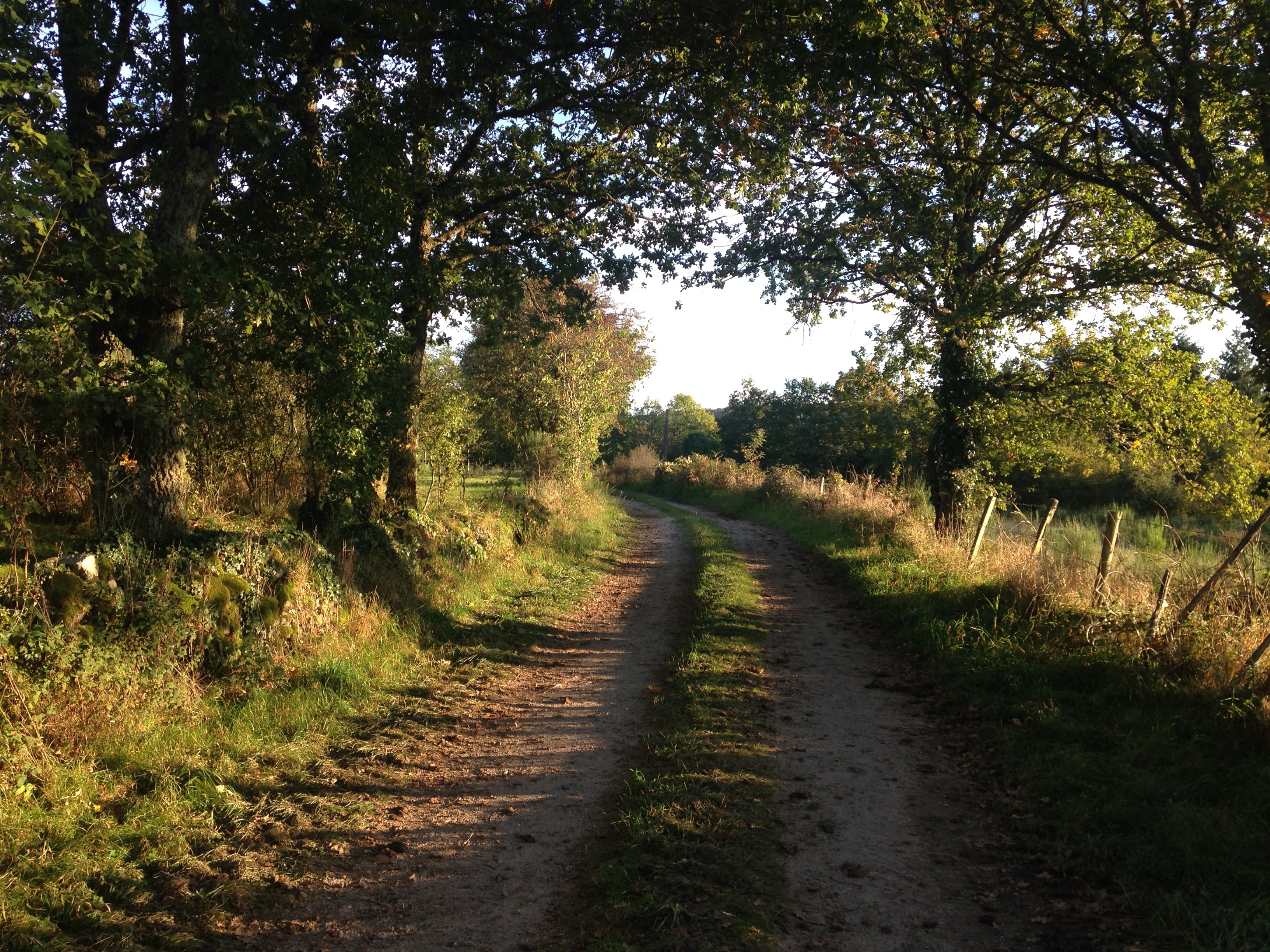
Sentier pédestre/VTT.
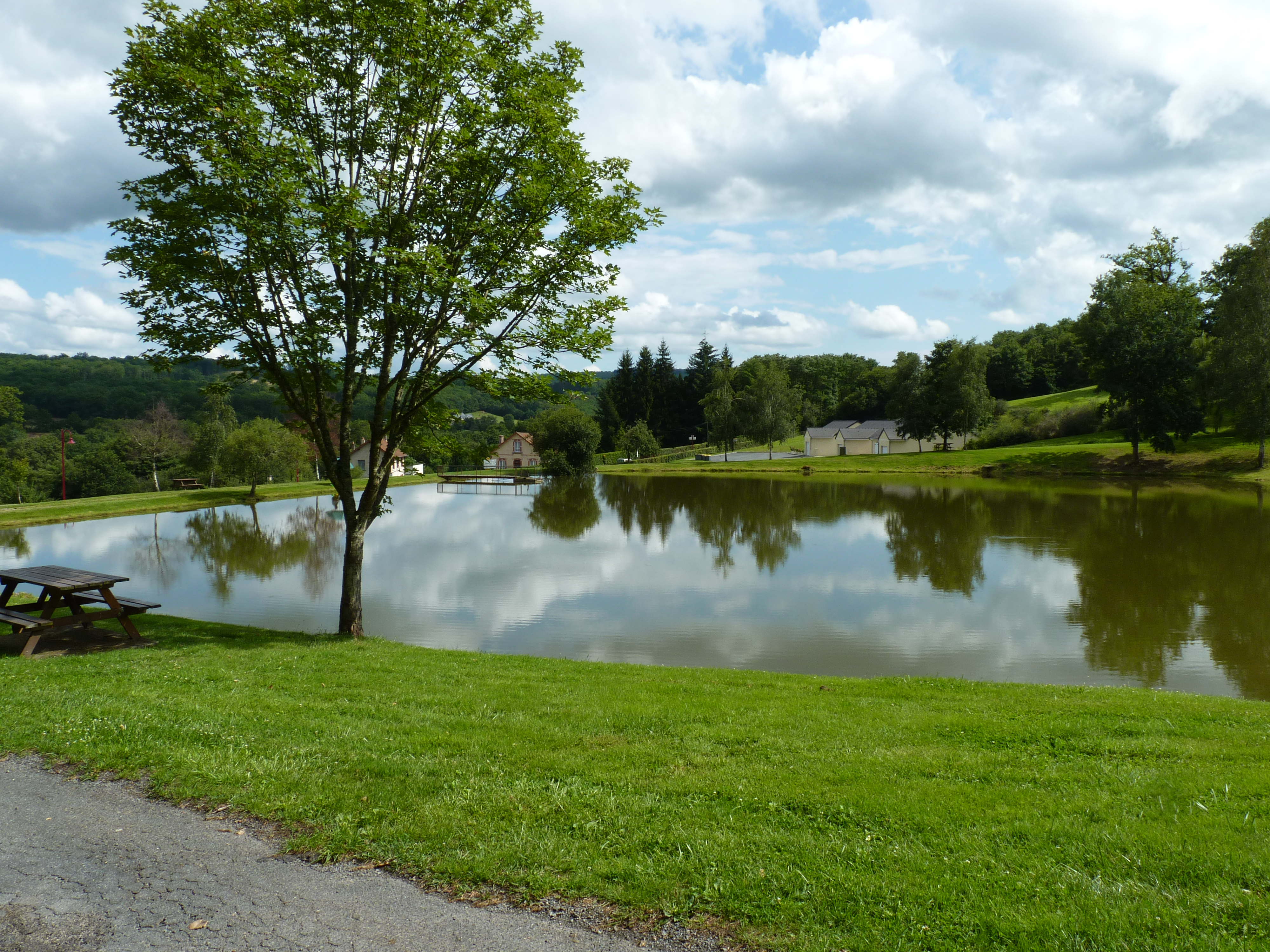
Etang Communal.
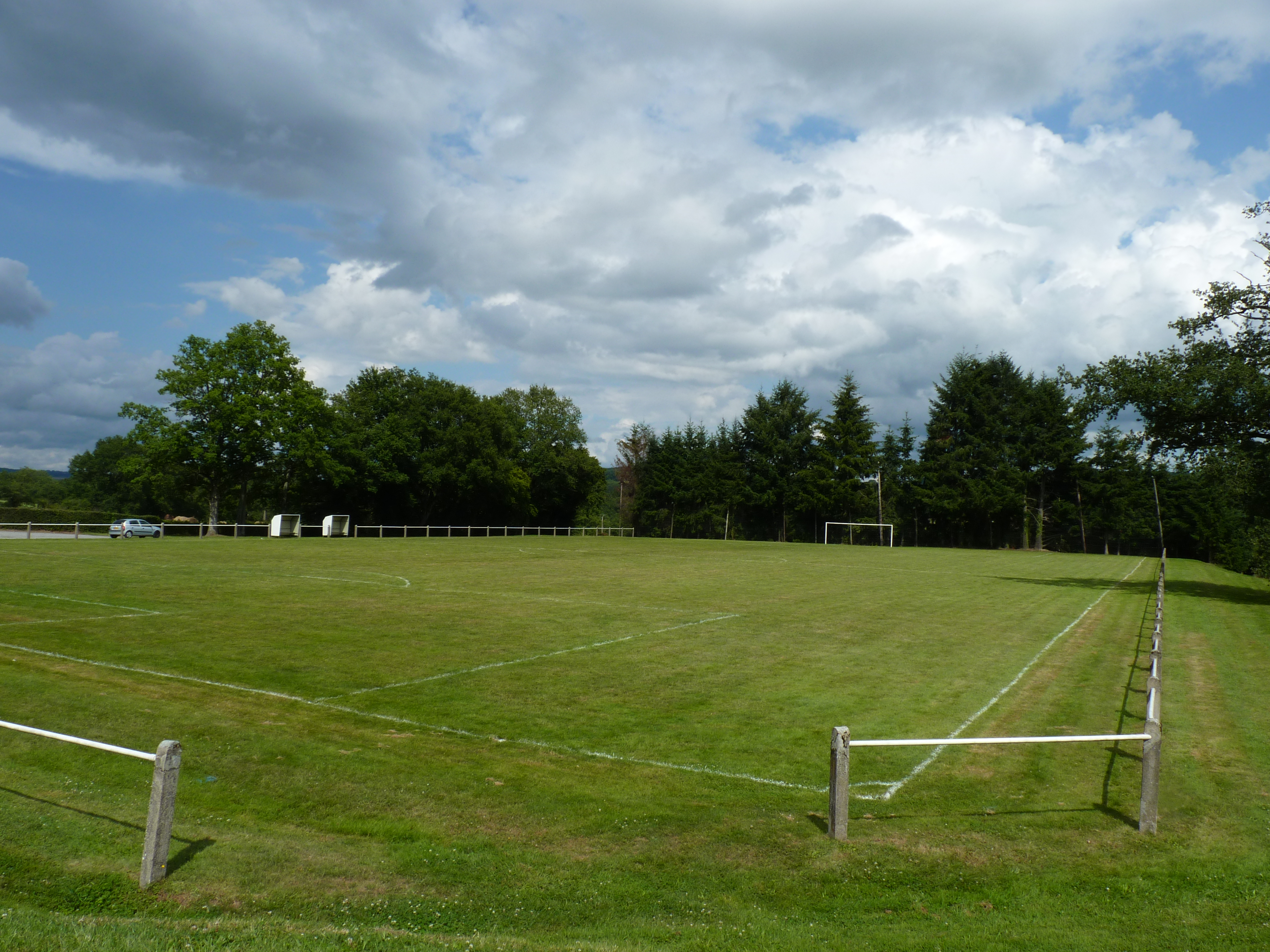
Stade ESC.
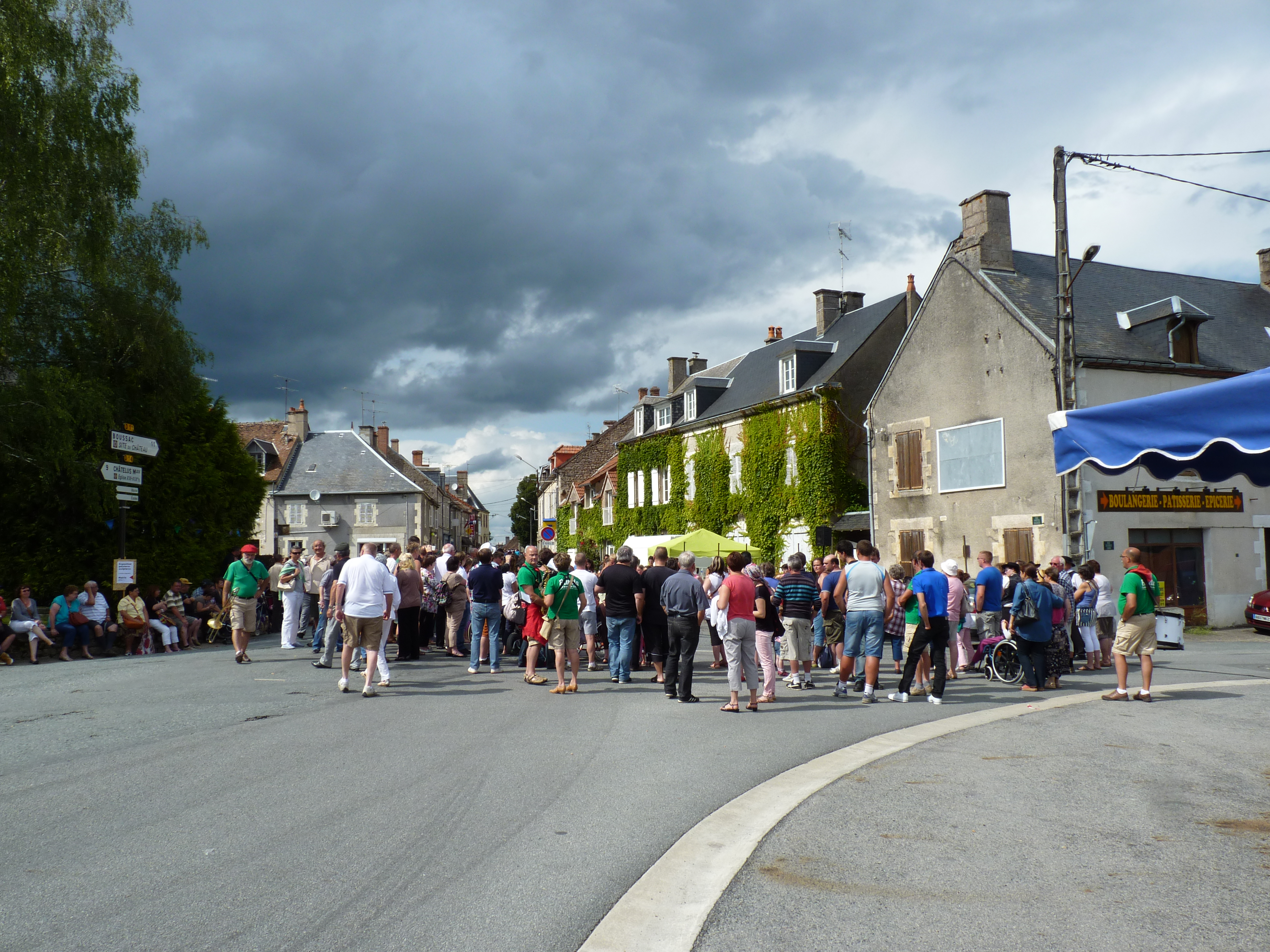
Fête.
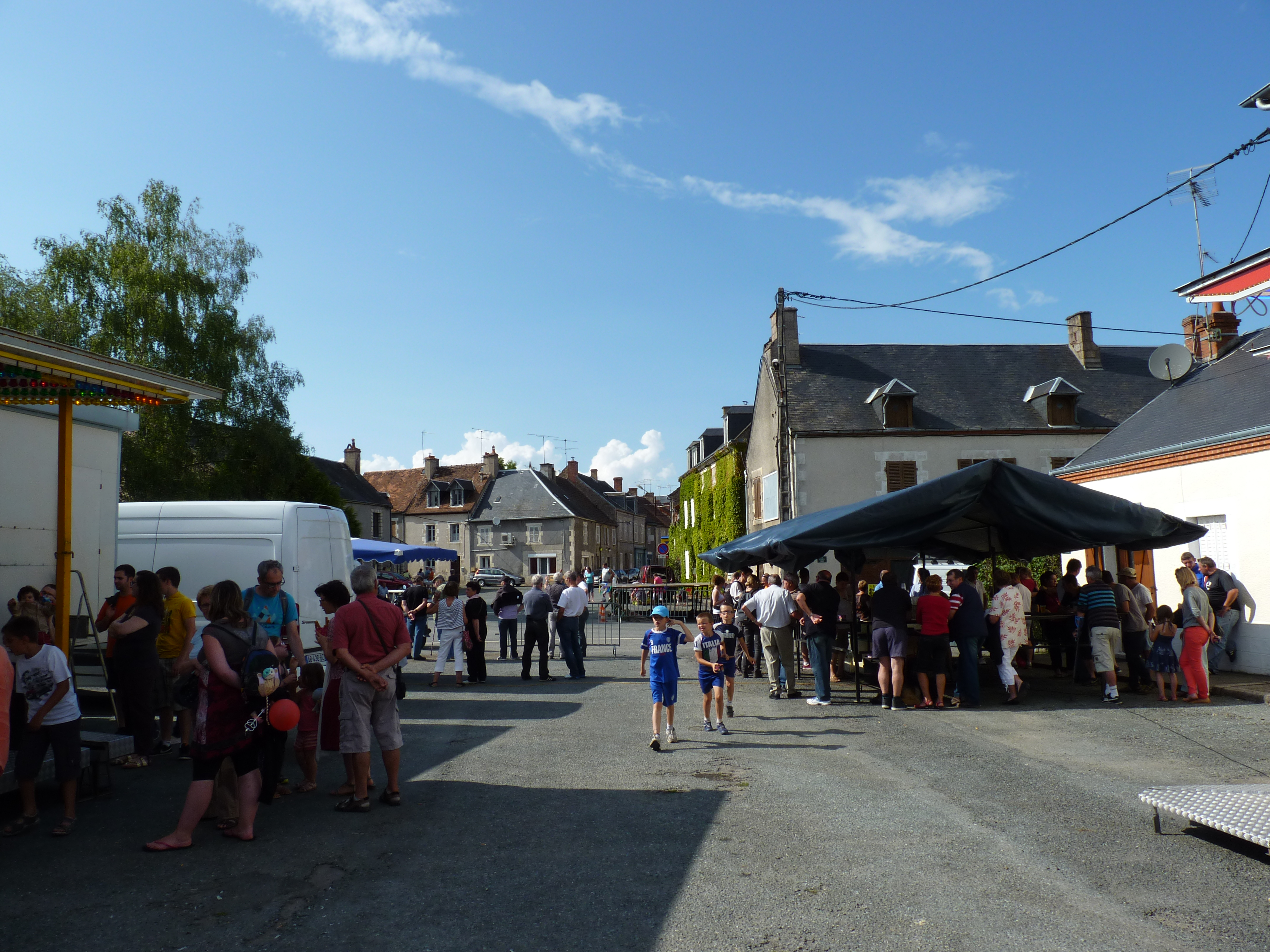
Fête.
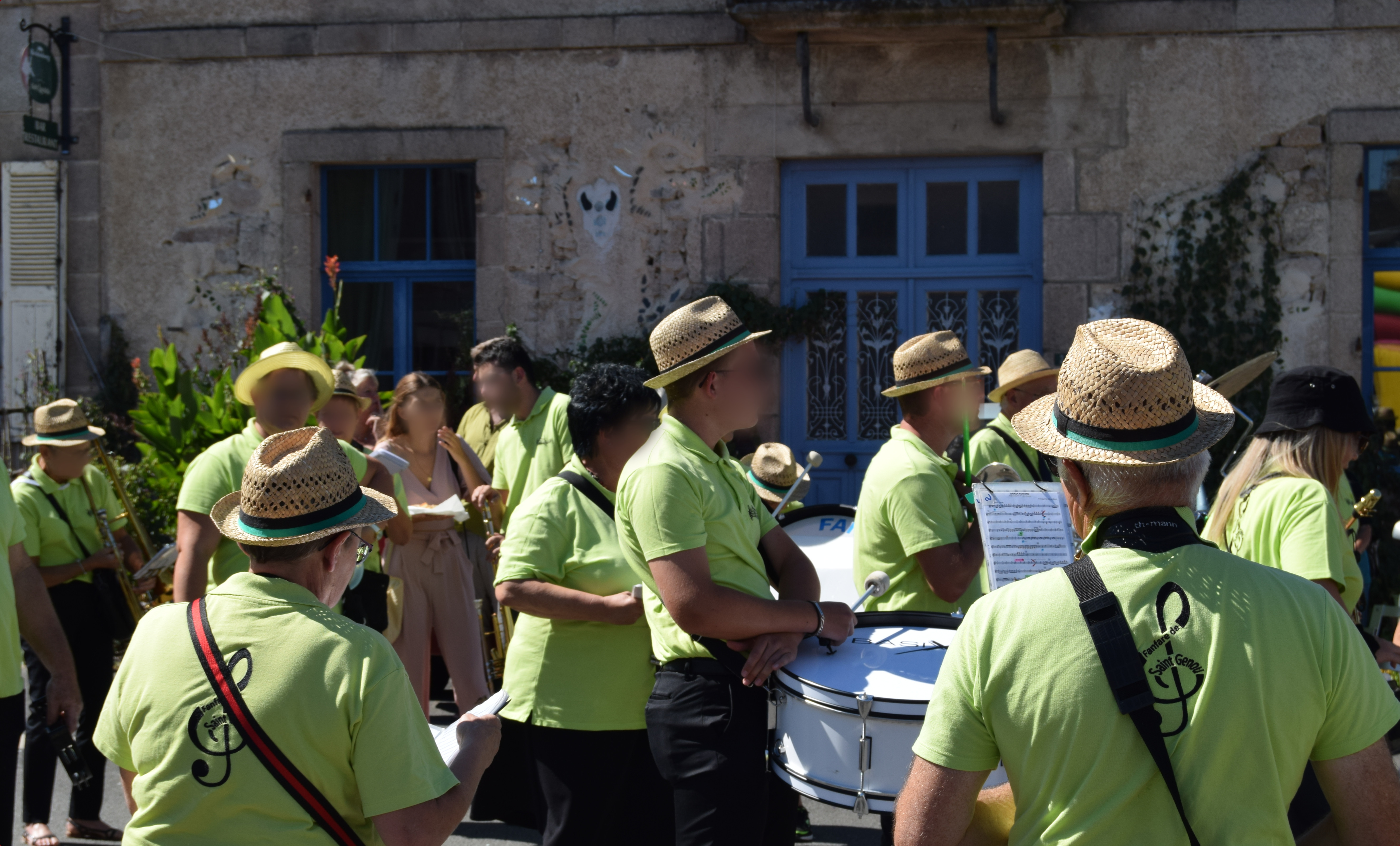
Fanfare
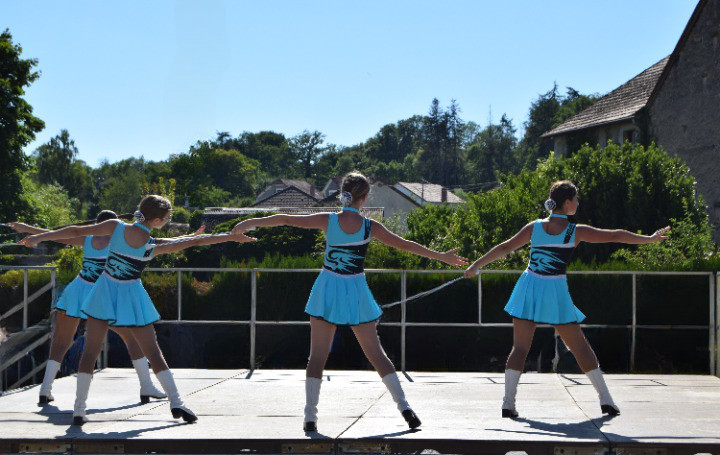
Majorettes
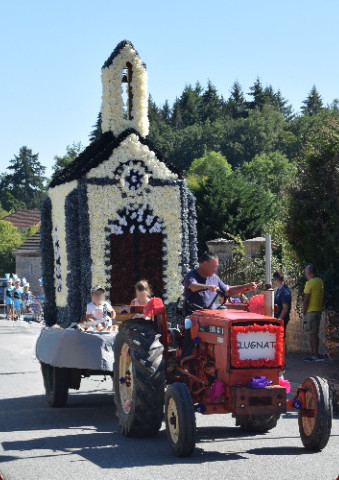
Fête 2022
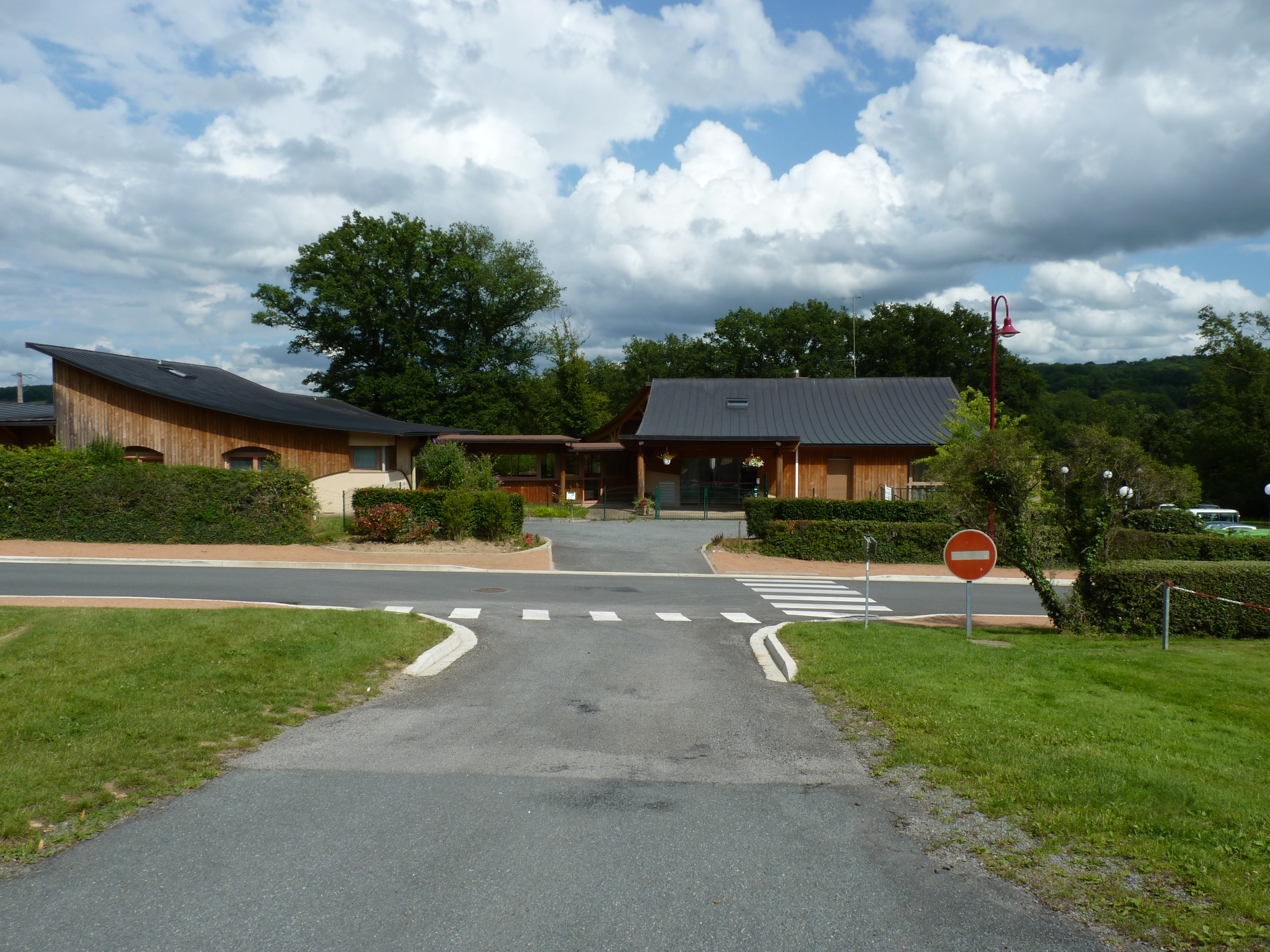
MAS Entrée principale.
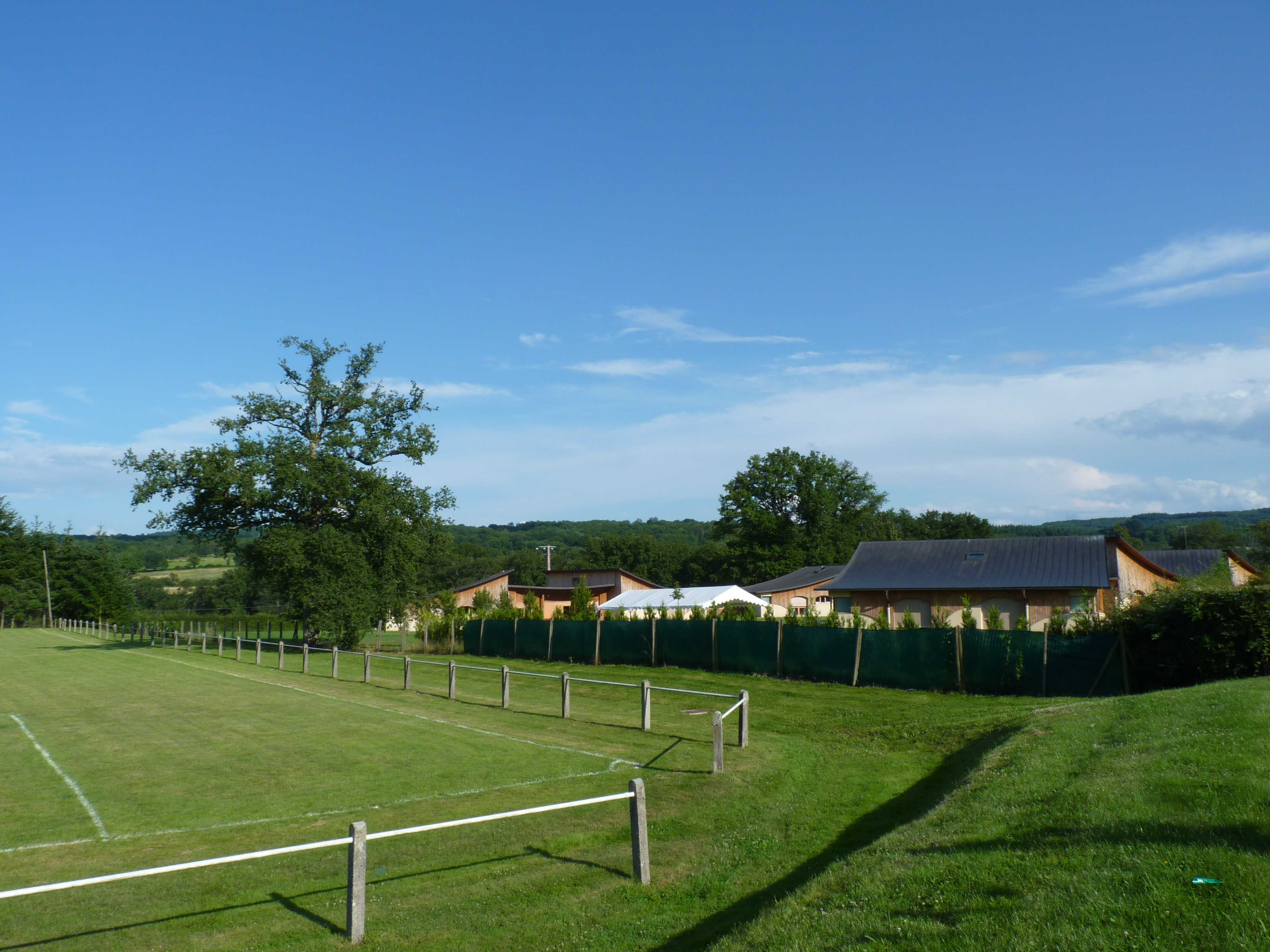
MAS vue du stade.

## Culture locale et patrimoine

### Lieux et monuments
- Les 7 petits ponts de bois fait de piliers de maçonnerie et de madriers, le plus représentatifs étant celui en contrebas de la Croix de Georges et enjambant le Verrau appelé pont de Georges.
- Une multitude de fontaines et de croix en granit sillonnent la commune, celles-ci se trouvaient au croisement des chemins ou à la sortie des villages.
- Le presbytère construit en 1727.
- L'église Saint-Martial[41] des XIIe et XIIIe siècles, inscrite à l'Inventaire supplémentaire des Monuments historiques en 1969.

Elle possède un clocheton en arceaux ainsi que des fresques murales intérieures qui datent du XVe – XVIe siècle. Sur le mur de gauche, on peut observer : saint Georges combattant le dragon, le Christ en Croix et quelques autres dessins. Les autres murs sont également ornés mais faute de travaux ceux-ci sont cachés.

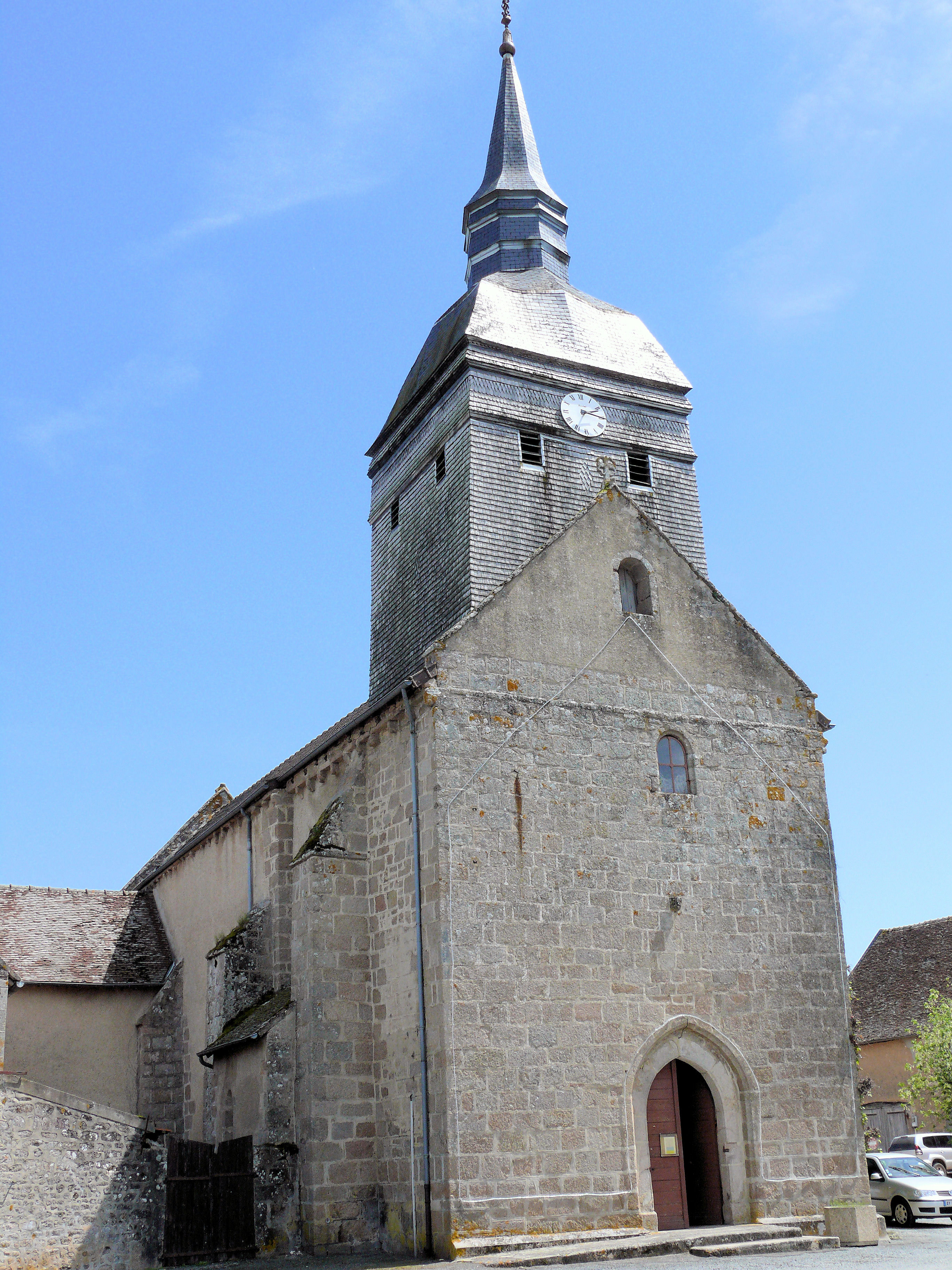
Église Saint-Martial en 2012.
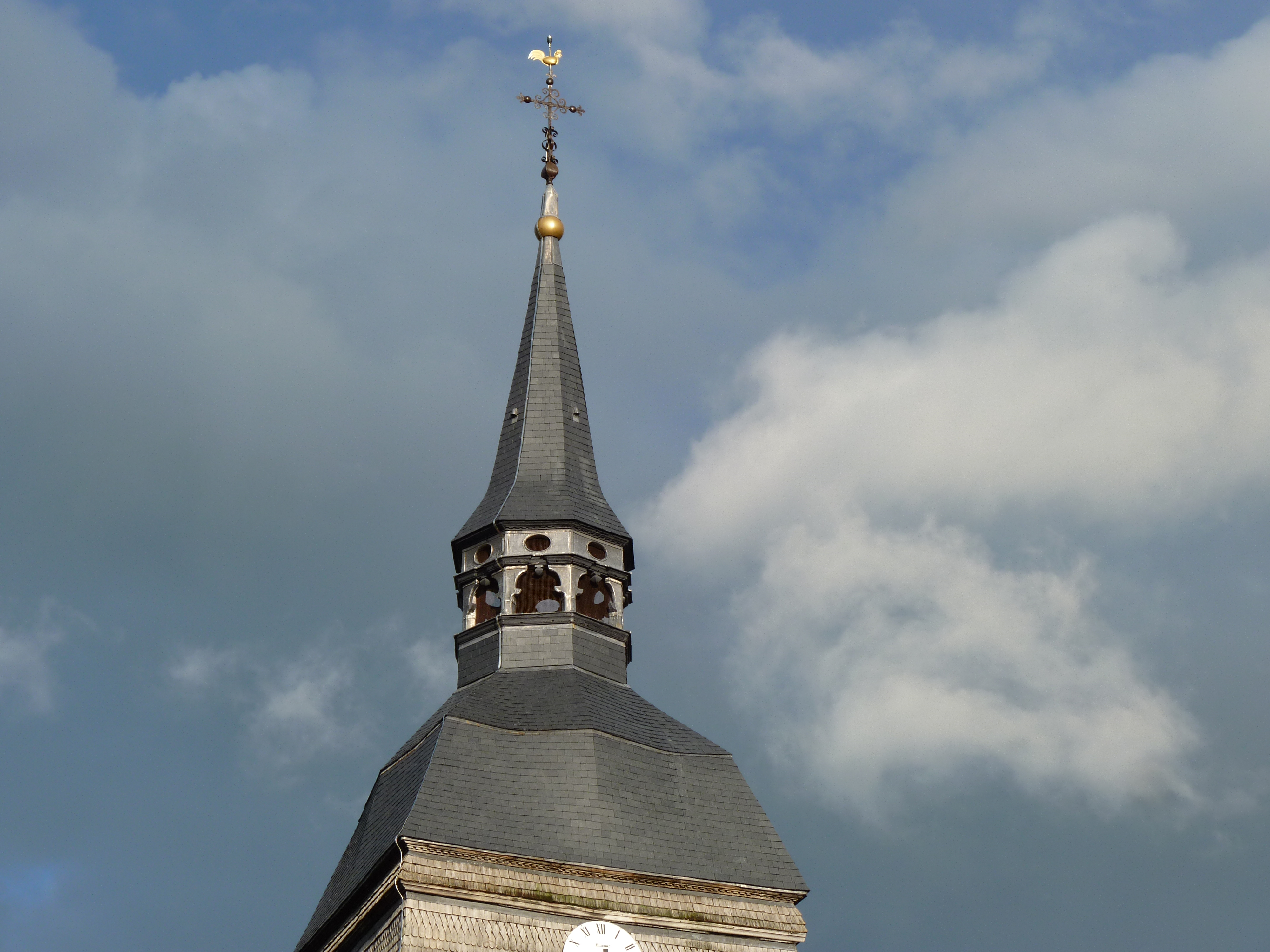
Église Saint-Martial en 2014.
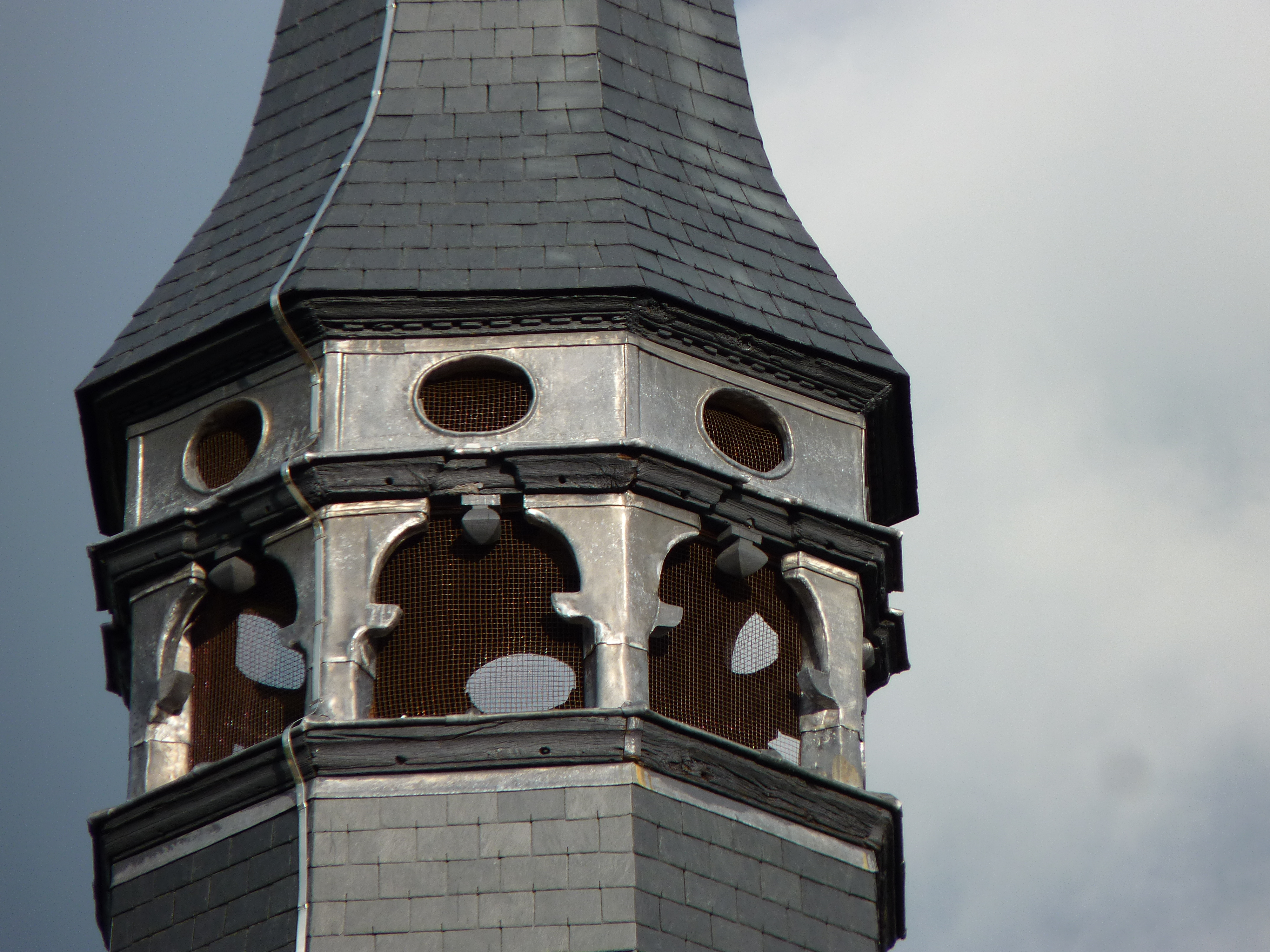
Clocher de l'église Saint-Martial en 2014.
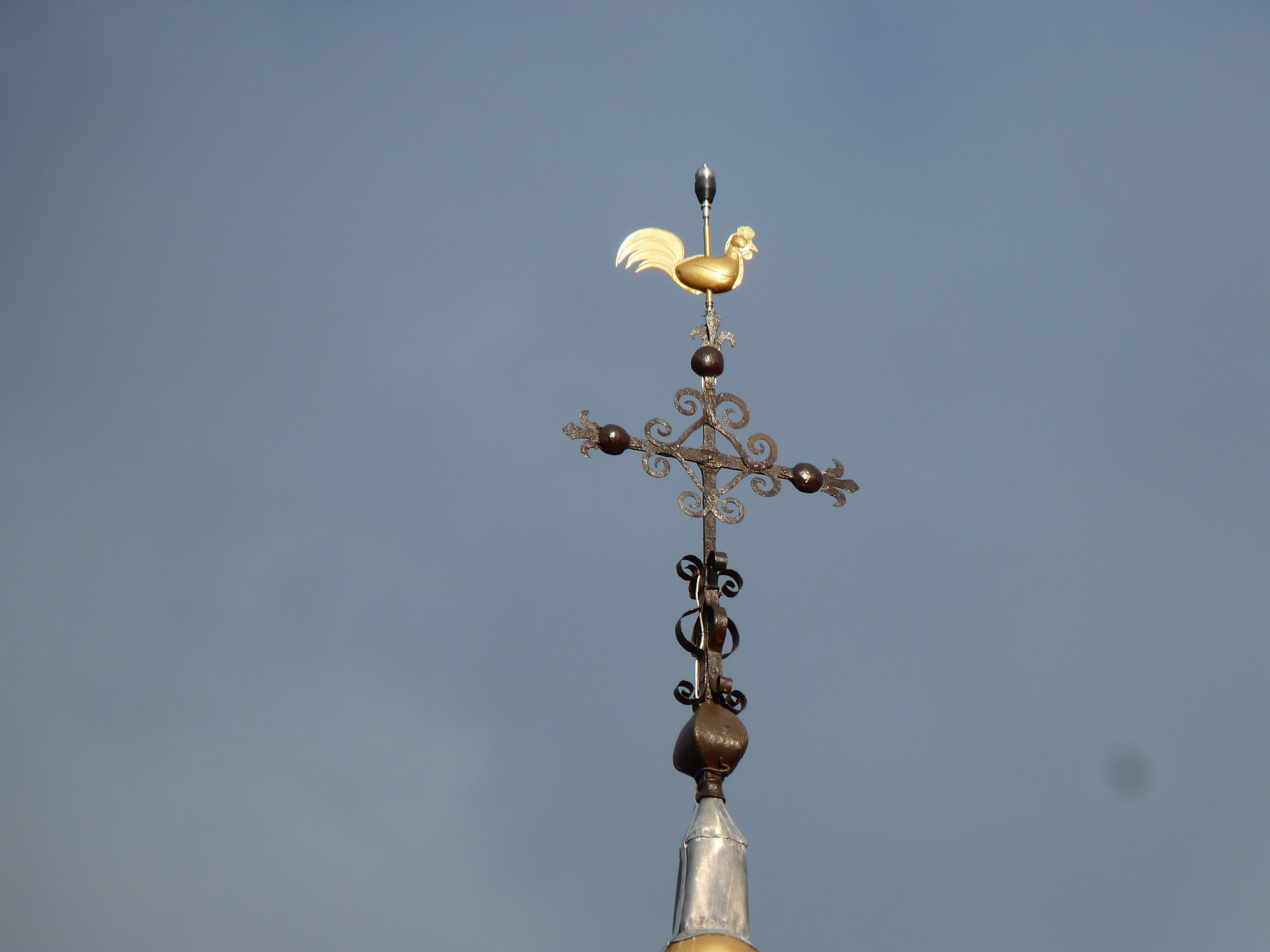
Girouette de l'église Saint-Martial en 2014.
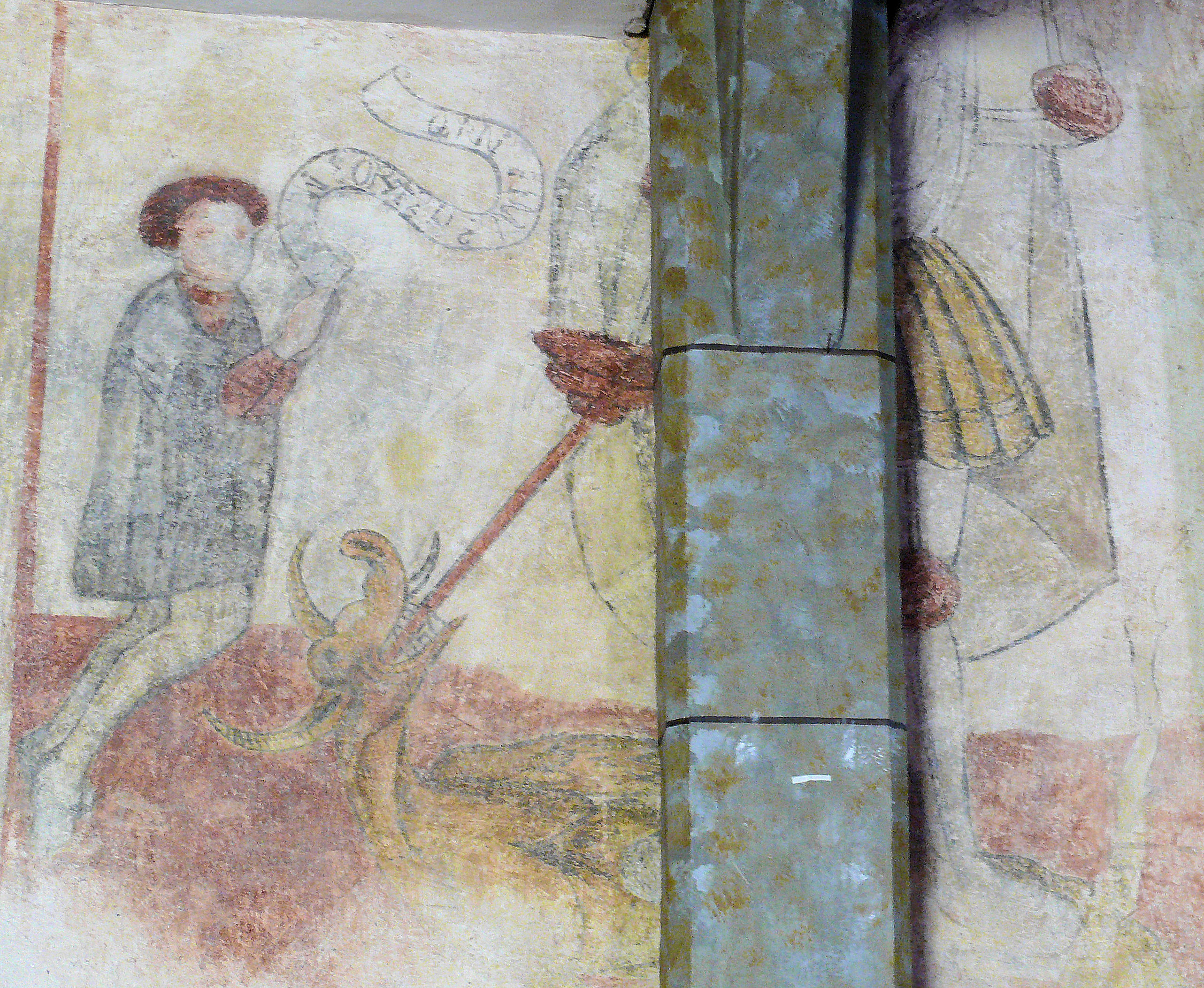
Saint Georges combattant le dragon dans la première travée de l'église.
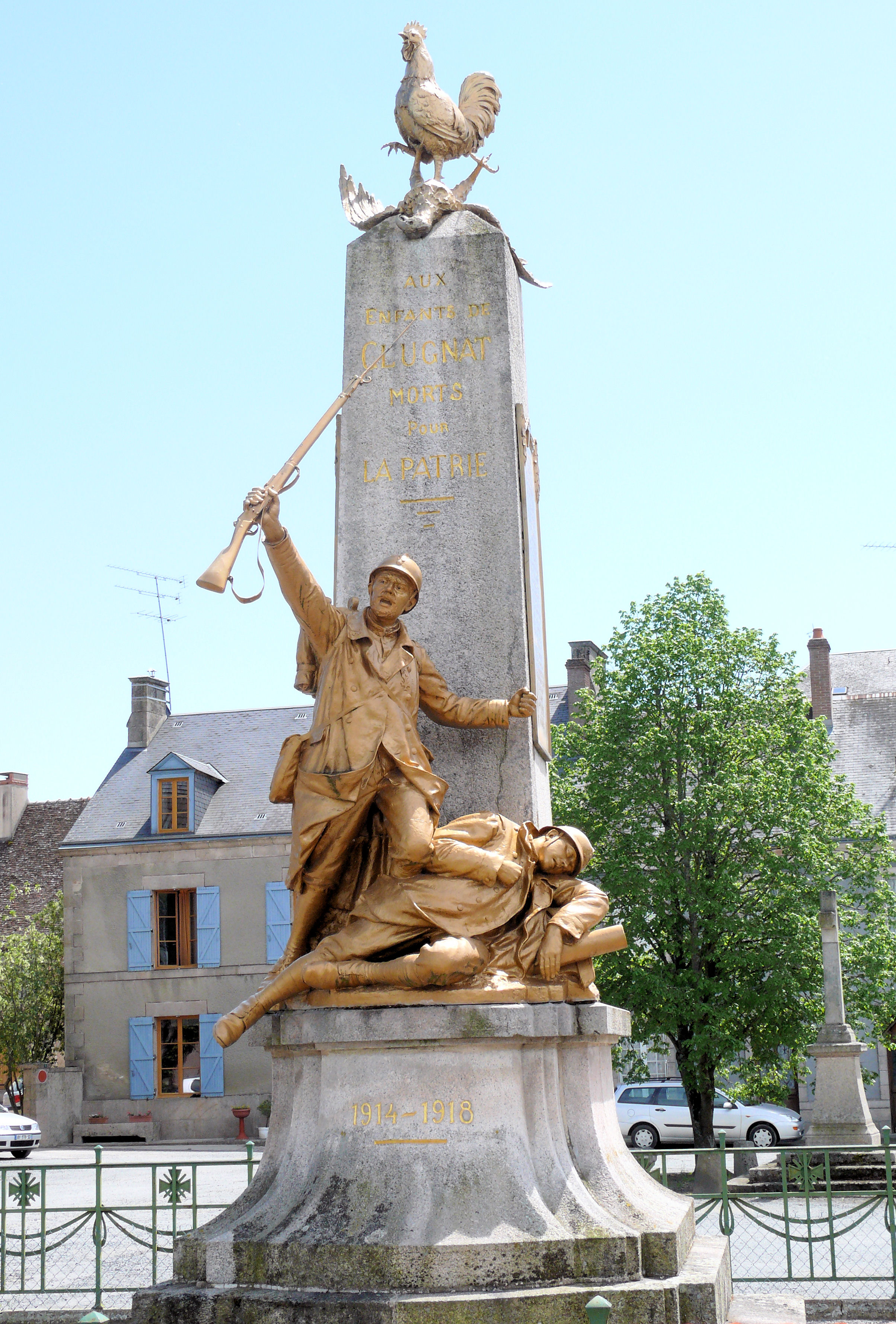
Monument aux Morts.

- Le monument aux morts de France représentant une allégorie: le coq français terrassant l'aigle allemand au sommet, ainsi que l'allégorie de la victoire et de la mort créé par le sculpteur Marius Saïn (1877-1961) .
- La chapelle Saint-Jean-Baptiste, édifice du XIIe siècle reconstruit en 1879 abritant le chef reliquaire de saint Jean-Baptiste daté de 1605, classé Monument historique au titre des objets mobiliers[42].
- Une fouille archéologique de la place Saint-Jean a été opérée en 2009 à l’emplacement de l’ancienne église Saint-Jean et de son cimetière. Si le site était connu par de nombreuses découvertes de sarcophages au cours du temps, il n’avait jusqu’alors pas fait l’objet de fouilles coordonnées. Plusieurs fragments de céramique et de silex indiquent une occupation humaine dans ce secteur dès la période protohistorique, puis une première implantation gallo-romaine sur le bas de la place, attestée par la présence d’un bâtiment très arasé. Quelques fragments de poteries gallo-romaines ont été recueillis, permettant de placer chronologiquement cette occupation dès le Ier s. apr. J.-C., pour perdurer au moins jusqu’au IIIe s. À l’ouest de ce bâtiment se développe une nécropole mérovingienne avec la présence de sépultures de onze sarcophages caractéristiques de cette époque (cuve de forme trapézoïdale)[43].

### Personnalités liées à la commune
- Maurice Thorez (1900-1964) fut réfugié au Hameau des Forges pendant la Grande Guerre avec son grand-père mineur et militant guesdiste, Clément Baudry[44]..
- Jean Turquet (1867-1945) médecin et explorateur des zones polaires français[44] et maire de la commune de Clugnat.
- Georges Piquand (1876-1955) chirurgien en chef de l'hôpital de Montluçon,il s'est fait connaître par ses travaux historiques et ethnographiques sur le Bourbonnais (Domaine Auvergnat) et fut un acteur majeur de la reconstruction de la chapelle Saint-Jean-Baptiste.